# Šturmovci
Šturmovci este o localitate din comuna Videm, Slovenia, cu o populație de 127 de locuitori.